# اس‌اس ایندوس (۱۹۴۵)
اس‌اس ایندوس (۱۹۴۵) (به انگلیسی: SS Indus (1945)) یک کشتی بود. این کشتی در سال ۱۹۴۵ ساخته شد.